# Federico Munerati
Federico Munerati (né le 20 septembre 1901 à La Spezia en Ligurie et mort le 26 juillet 1980 à Chiavari) est un footballeur et entraîneur italien.

## Biographie

### En tant que joueur

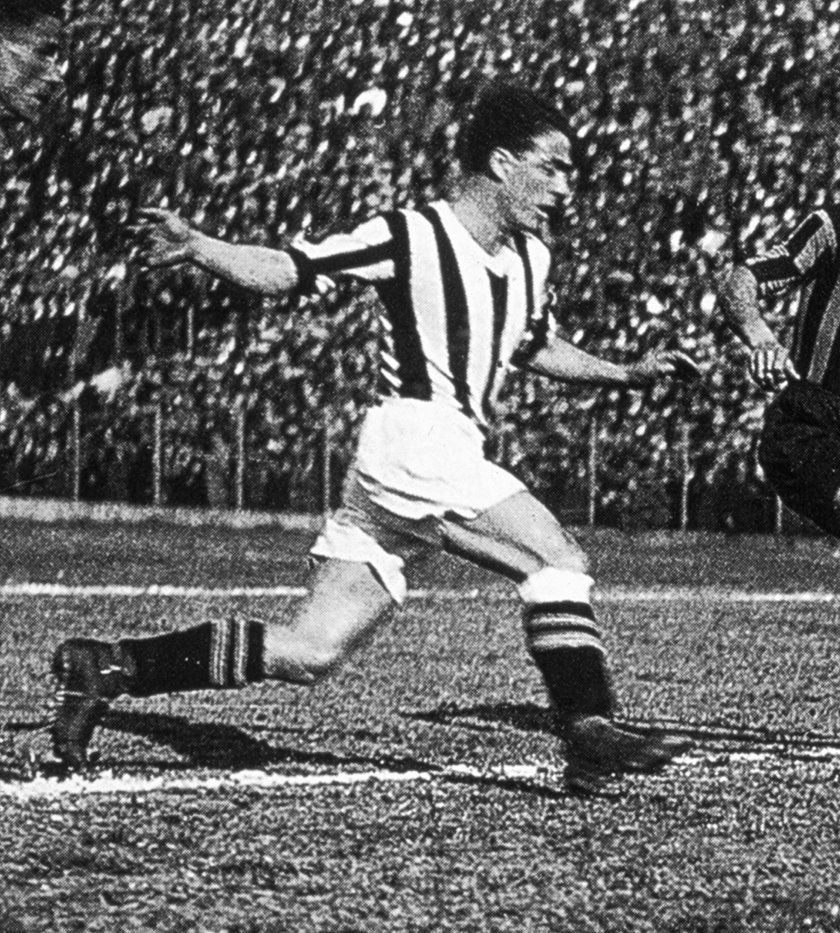
Munerati en action sous les couleurs bianconeri

Né en 1901, Federico Munerati commence sa carrière à la Virtus Spezia avant d'ensuite rejoindre Novare.
En 1923, il part à la Juve (premier match le 29 avril 1923 et une défaite 1-0 contre l'US Cremonese) où il reste jusqu'en 1933 (255 matchs, 113 buts, ce qui en fait le 10e meilleur buteur de tous les temps de l'histoire du club).
Le 1er juillet 1928 (lors d'une victoire en championnat 2-1 au cours d'un derby della Mole contre le Torino), il dépasse Piero Pastore et ses 53 buts en bianconero et devient alors le meilleur buteur de l'histoire du club (avant d'être à son tour dépassé par Felice Borel un peu plus de dix ans plus tard).
Le 8 novembre 1931, Munerati devient le premier joueur juventino de l'histoire à atteindre la barre des 100 buts inscrits avec le club bianconero (inscrit lors d'un succès 1-0 contre Bari).
Avec le club turinois, il joue son dernier match le 18 juin 1934 lors d'une défaite 3-2 contre Genova (date à laquelle il rejoint ensuite la Sampdoria, Sampierdarenese à l'époque, pour une année). Il termine sa carrière à l'US Pistoiese et prend sa retraite en 1935.
Il a en tout fait quatre apparitions avec la Squadra Azzurra en 1926 et en 1927.
Il fut surnommé tout au long de sa carrière Ricciolo ou encore Mune.

### En tant qu'entraîneur
Après la fin de sa carrière de joueur, il entraîne la Vieille Dame pendant une saison de 1940 à 1941. Il prend les rênes d'un club qu'il a connu en tant que joueur, en tant qu'intérimaire le 20 octobre 1940, à la suite du décès survenu la veille de l'entraîneur alors en place Umberto Caligaris. Il dirige son premier match sur le banc de la Juve le 27 octobre lors d'un match nul 2-2 contre Naples en Serie A.
Il y reste jusqu'à la fin de la saison (avec 29 matchs dirigés au total, dont 11 victoires), avant d'être remplacé par l'entraîneur-joueur Giovanni Ferrari.

## Palmarès
Juventus
- Championnat d'Italie (4) :
  - Champion : 1925-1926, 1930-1931 et 1931-1932 et 1932-1933.